# Otrobán Nándor
Otrobán Nándor (Kőhalom (Nagy-Küküllőmegye), 1828. június 5. – Brassó, 1901. március 9.) orvosdoktor, honvéd ezredorvos.

## Életpályája
Tanult Brassóban és Kolozsvárt; 1846-tól a pesti egyetemet látogatta mint medikus. Az 1848-ban szabadságharc kitörésekor a 82. honvédzászlóaljba állott, több csatában vett részt és az 1849. július 31-én a segesvári csatában hadnagy lett. Ezután Bécsben folytatta tanulását, ahol 1856. május 20-án orvosdoktorrá avatták. Később Karcag megválasztotta városi orvosnak; azonban 11 hónap múlva tanulása bevégzése végett visszatért Bécsbe és 1857. május 12-én sebészdoktor, 1857. május 20-án szülészmester lett. Olasz- és németországi utazása után mint gyakorló orvos Brassóban telepedett le, ahol 1869-től fogva a 23. honvédzászlóaljban ezredorvos is volt. Alapítója volt az első brassói petróleumgyárnak, tagja a megyei és Brassó városi törvényhatóságnak. Később nyugalomba vonult.
Cikkei a Magyar Futárban (1859. 317., 320. Sz. Kovászna, Kászon, Tusnád); az Ung. Med.-Chirurg. Presseben (1866. Die Heilquellen in Borszék); a Gyógyászatban (1872. Könyvismert.); a Magyar orvosok és természetvizsgálók Munkálataiban (XVII. 1875. Az Erdélyben 1870-től 1873-ig uralkodott roncsoló toroklob járvány).

## Művei
- Borszék gyógyvizei. Természettudományi szempontból leírta dr. Meyr Ignácz. Németből fordította. Brassó, 1863.
- Látogatás Erdély némely délkeleti fürdőhelyein. A magyar orvosok és természetvizsgálók 1864. szept. Marosvásárhelyt tartott X. nagygyűlésének emlékéül. Uo. 1864.
- Előpatak és vidéke. Uo. 1875. (Nagy Gusztávval együtt).